# アイリッシュ・ブレックファスト・ティー

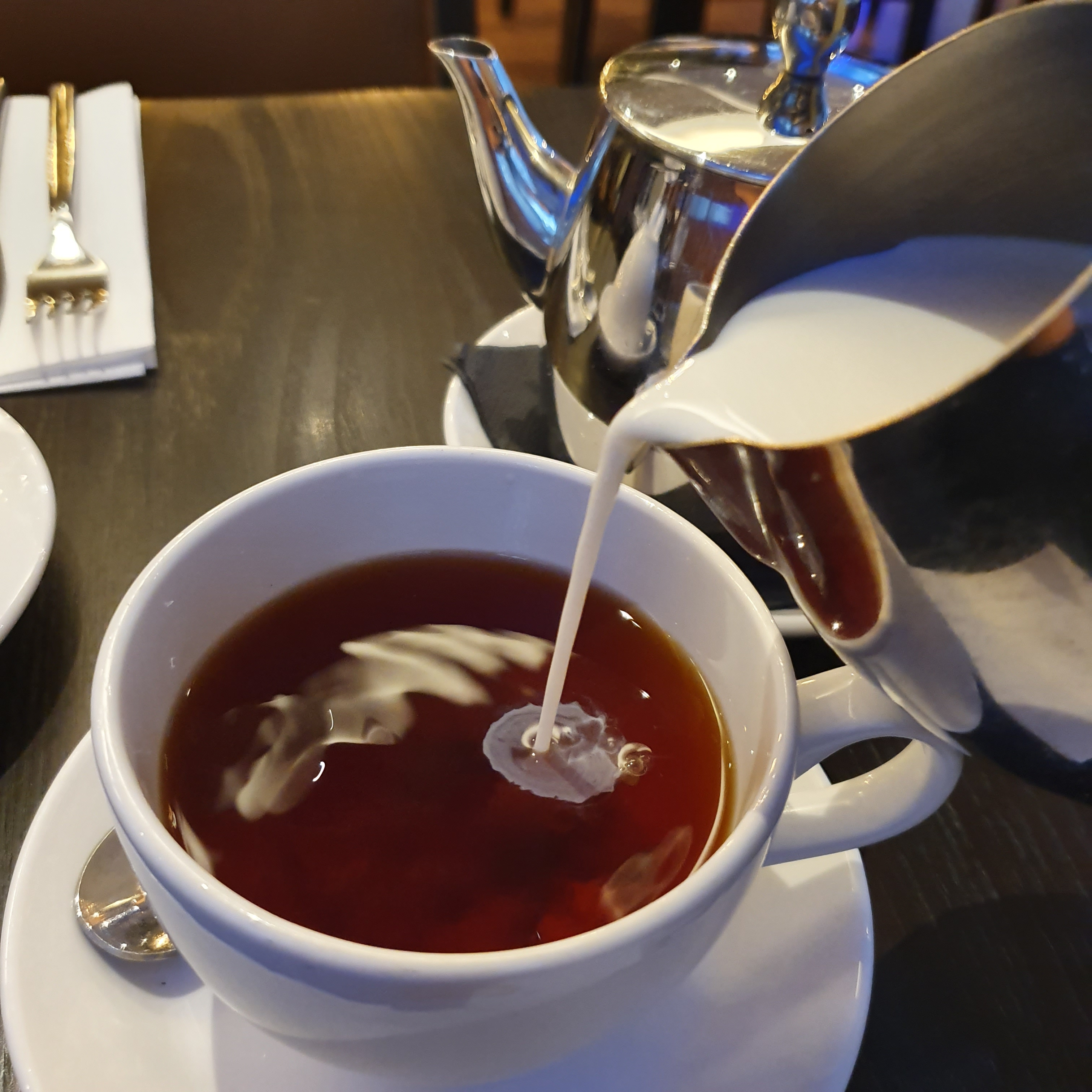
アイリッシュ・ブレックファスト・ティーにミルクを注ぐ様子

アイリッシュ・ブレックファスト・ティー（英語: Irish breakfast tea）は、アッサムのブレンド紅茶の一つ。アイルランドで人気のある紅茶の一つである。

## 食文化
アイリッシュ・ブレックファスト・ティーは、その濃さのためにミルクと共に出されるが、黒砂糖や蜂蜜を入れて飲むことも出来る。乳製品はアイルランドの食文化の中心であり、ほとんどの人はミルクを入れて飲む。紅茶であることから風味が強く、緑茶や烏龍茶、白茶よりカフェイン含有量が多い。バリーズ、ビューリー、トンプソン、トワイニングなどで生産されるブランドを除き、実際に「ブレックファスト・ティー」（朝食の茶）という名前で呼ばれることはなく、かつ一日中飲まれている。  

## パッケージング
大部分はティーバッグの箱詰めで販売されているが、すべての主要ブランドではリーフティー（茶葉の状態）で購入でき、消費者は元の茶葉がはっきりしないブロークン・ファニングスに比べて、手摘みの茶葉やホールリーフの割合を確認できる。発酵すると、茶の色は非常に濃い赤から茶色まで変化する。 